# Carrau (ocell)
El carrau (Aramus guarauna) és un ocell semblant a un gran ràl·lid amb un esquelet similar al de les grues. Es classifica com l'única espècie de la família dels aràmids (Aramidae), dins l'ordre dels gruïformes (Gruiformes).

## Hàbitat i distribució
- Habita una àrea que va des de la Península de Florida (antany al pantà de Okefenokee, al Sud de Geòrgia) i el sud de Mèxic, a través del Carib i Amèrica Central fins al nord de l'Argentina. En América del Sud s'estén de manera ampla a l'est dels Andes; a l'oest d'ells només es troba a l'Equador.[2]
- Viu en aiguamolls i pantans, sovint amb canyes altes, i també en manglars. Al Carib habita també en matollars secs. En Mèxic i Nord d'Amèrica central arriba fins alçàries de 1.500 m.[3]

## Morfologia
- És una au moderadament gran, amb una llargària de 66 cm, una envergadura d'uns 102 cm i un pes d'al voltant d'1,1 kg.
- Plomatge marró oliva fosc amb reflexos verdosos per dalt, i molt ratllat de blanc.[4]
- No hi ha dimorfisme sexual aparent.
- Veu molt cridanera, amb gemecs forts, crits i cloqueigs, sobretot de nit.

## Reproducció
El niu és una cavitat poc profunda, feta amb palets o joncs, sobre el nivell de l'aigua als pantans, o en arbres i arbusts. Pon 4 – 8 ous de color ant pàl·lid tacats o motejats de bru clar, que cova durant 20 dies.

## Alimentació
A més de caragols poma (Pomacea) i altres caragols, menja algun insecte i llavors.

## Subespècies
Se n'han descrit quatre subespècies:
- Aramus guarauna dolosus, d'Amèrica Central.
- Aramus guarauna elucus, de les Antilles.
- Aramus guarauna guarauna, d'Amèrica del Sud.
- Aramus guarauna pictus, d'Amèrica del Nord.